# Чёртов красавчик
«Чёртов красавчик» (англ. Handsome Devil) ― ирландский комедийно-драматический фильм 2016 года режиссёра Джона Батлера. Он был показан на Международном кинофестивале в Торонто в 2016 году. Фильм был высоко оценен критиками, получив награду за лучший ирландский полнометражный фильм 2017 года от Дублинского круга кинокритиков;четыре номинации на премию Ирландской академии кино и телевидения (IFTA) 2018 года, включая лучший полнометражный фильм; и награду за лучшую драму на ежегодном фестивале Celtic Media в 2018 году.

## Сюжет
Действие фильма разворачивается в вымышленном колледже Вуд-Хилл, элитной, регби школе-интернате для мальчиков в Ирландии, построенной по образцу колледжей Каслнок и Блэкрок, и рассматривается глазами Неда, подвергнутого остракизму ученика школы. Он, кажется, единственный ученик в школе, который не любит регби. В школу приходит новый ученик, Конор, сосед Неда по комнате и популярный игрок в регби. Хотя эти двое поначалу настороженно относятся друг к другу, вскоре у них завязывается тесная дружба, с особым интересом к музыке. В школу также приходит новый учитель английского языка, мистер Шерри (Эндрю Скотт), который, хотя и строг, но хорошо относится к Неду и Конору. На протяжении всего фильма раскрывается, что школа в целом поощряет гомофобное поведение, особенно со стороны учеников и тренера по регби Паскаля.
Во время ночного празднования с командой регби Конор видит мистера Шерри со своим партнёром-мужчиной в гей-баре и понимает, что он гей. В то же время Нед понимает, что сам Конор гей, увидев, как он входит в тот же гей-бар. Паскаль, тренер по регби, видит, как они разговаривают друг с другом, и начинает беспокоиться, что влияние мистера Шерри негативно скажется на Коноре, его самом ценном игроке.
Нед и Конор решают исполнить музыкальную пьесу на варьете местной начальной школы, по настоянию мистера Шерри. Паскаль призывает другого ученика, Уизела, спросить своего двоюродного брата (который посещает ту же школу, что и Конор до того, как он поступил в Вуд-Хилл), по какой причине Конор ввязывался в драки в своей предыдущей школе. Он обнаруживает, что Конора выгнали из его бывшей школы за то, что он неоднократно вступал в драки с теми, кто обнаружил, что он гей, а затем использовал это в качестве шантажа, намекая, что если Конор не выберет себе других друзей, его секрет будет раскрыт. В результате Конор, к большому разочарованию Неда, не приходит на представление варьете. Нед появляется на мероприятии с командой по регби, где Конор отталкивает его на глазах у всей команды.
Злой и расстроенный, Нед обходит Конора на глазах у всей школы во время соревнований по регби. Раскаивающийся Нед отстранен от работы, а Конор убегает.
По мере приближения финального матча Конор все ещё отсутствует. Нед знает, где его найти, и приводит его обратно на стадион, где они убеждают Паскаля, что он может быть геем и хорошим игроком в регби, и что Конор не стыдится своей сексуальности, несмотря на то, что это было в прошлом. Хотя Паскаль сопротивляется, команда поддерживает Конора, в конечном счете вынуждая Паскаля уступить. В конце концов команда выигрывает финал Кубка старших школ Лейнстера, в то время как мистер Шерри выходит к декану школы на игру. Нед возвращается в школу и выигрывает конкурс английских писателей, используя историю своей дружбы с Конором, которую он называет «Чёртов красавчик».

## В ролях
- Фионн О'ши ― Нед
- Николас Голицын ― Конор
- Эндрю Скотт ― Ден
- Мо Данфорд ― Паскаль
- Майкл Макэлхаттон ― Уолтер
- Руайри О'Коннор ― Визель
- Ардал О'Хэнлон ― Донал
- Эми Хубермэн ― Натали

## Саундтрек
- «My Perfect Cousin» ― The Undertones
- «Sucking It Out» ― The Shaker Hymn
- «Thirteen» ― Big Star
- «Desire As» ― Prefab Sprout
- «Think for a Minute» ― The Housemartins
- «It's Yours» ― David Kitt
- «Obscurity Knocks» ― Trashcan Sinatras
- «The Russians Are Coming» ― Val Bennett
- «Go or Go Ahead» ― Rufus Wainwright

## Прием
На агрегаторе отзывов Rotten Tomatoes фильм имеет рейтинг одобрения 83 % на основе 46 отзывов со средним рейтингом 6,59/10. Критический консенсус веб-сайта гласит: «Чёртов красавчик» предлагает очаровательную, хорошо сыгранную вариацию истории о достижении совершеннолетия с несколькими свежими актуальными поворотами. Metacritic дает фильму средневзвешенную оценку 60 из 100, основанную на 6 критиках, с указанием смешанных или средних отзывов.

## Награды и номинации
| Год  | Награда                               | Категория                                       | Номинант           | Результат | Ref.   |
| ---- | ------------------------------------- | ----------------------------------------------- | ------------------ | --------- | ------ |
| 2017 | Dublin Film Critics Circle Awards     | Best Irish Feature Film                         | Handsome Devil     | 3rd place | [ 11 ] |
| 2017 | Dublin International Film Festival    | Best Irish Feature                              | John Butler        | Победа    |        |
| 2017 | FilmOut San Diego LGBT Film Festival  | Best Actor                                      | Fionn O'Shea       | Победа    | [ 12 ] |
| 2017 | FilmOut San Diego LGBT Film Festival  | Best Narrative Feature                          | John Butler        | Победа    | [ 12 ] |
| 2017 | FilmOut San Diego LGBT Film Festival  | Best Cinematography                             | Cathal Watters     | Победа    | [ 12 ] |
| 2017 | Outflix Film Festival                 | Best Foreign Feature                            | John Butler        | Победа    | [ 13 ] |
| 2017 | Seattle International Film Festival   | Futurewave Youth Jury Award - Best Feature Film | John Butler        | Номинация | [ 14 ] |
| 2018 | 15th Irish Film and Television Awards | Best Film                                       | Rebecca O'Flanagan | Номинация | [ 15 ] |
| 2018 | 15th Irish Film and Television Awards | Best Film                                       | Robert Walpole     | Номинация | [ 15 ] |
| 2018 | 15th Irish Film and Television Awards | Best Film                                       | Claire McCaughley  | Номинация | [ 15 ] |
| 2018 | 15th Irish Film and Television Awards | Best Film                                       | Sarah Gunn         | Номинация | [ 15 ] |
| 2018 | 15th Irish Film and Television Awards | Best Director                                   | John Butler        | Номинация | [ 15 ] |
| 2018 | 15th Irish Film and Television Awards | Best Screenplay                                 | John Butler        | Номинация | [ 15 ] |
| 2018 | 15th Irish Film and Television Awards | Best Actor in a Leading Role - Film             | Fionn O'Shea       | Номинация | [ 15 ] |
| 2018 | 15th Irish Film and Television Awards | Rising Star Award                               | Fionn O'Shea       | Номинация | [ 15 ] |
| 2018 | 15th Irish Film and Television Awards | Best Actor in a Supporting Role - Film          | Andrew Scott       | Номинация | [ 15 ] |
| 2018 | Celtic Media Festival                 | Ireland Single Drama (Over 30 Minutes)          | Handsome Devil     | Победа    |        |